# Bandera d'Hondures
La bandera d'Hondures té l'origen en la bandera de les Províncies Unides de l'Amèrica Central, estat que entre 1823 i 1839 unia gran part de l'Amèrica Central.

## Descripció
Les tres bandes horitzontals evoquen la situació geogràfica del país, és a dir, una banda de terra, la blanca, entre dos mars, l'oceà Pacífic i el mar Carib, les bandes blaves. Aquest esquema es troba també a la bandera de Nicaragua. El color blanc simbolitza també la pau i la prosperitat.
Al centre de la banda blanca hi ha cinc estrelles de cinc puntes que formen una creu de Sant Andreu, com a record dels cinc països que formaven les Províncies Unides de l'Amèrica Central.

## Bandera naval
Els vaixells de guerra d'Hondures tenen una bandera lleugerament diferent, ja que les estrelles són substituïdes per l'escut del país.